# ژارکو پتان
ژارکو پتان (صربی: Žarko Petan؛ ۲۷ مارس ۱۹۲۹ – ۲ مهٔ ۲۰۱۴) نویسنده، کارگردان فیلم، روزنامه‌نگار و فیلم‌نامه‌نویس اهل اسلوونی بود.
وی کودکی خود را در زاگرب گذراند و در سال ۱۹۴۰ به‌همراه خانواده‌اش به ماریبور در اسلوونی نقل مکان کرد. سپس به‌دنبال تهاجم آلمان نازی به یوگسلاوی، آنها به تریسته در ایتالیا رفتند تا از دست نیروهای آلمان نازی در امان باشند.
وی نویسنده‌ای پُرکار بود و بیش از ۶۰ کتاب به زبان‌های اسلوونیایی و کرواتی منتشر کرد.